# Concerviano

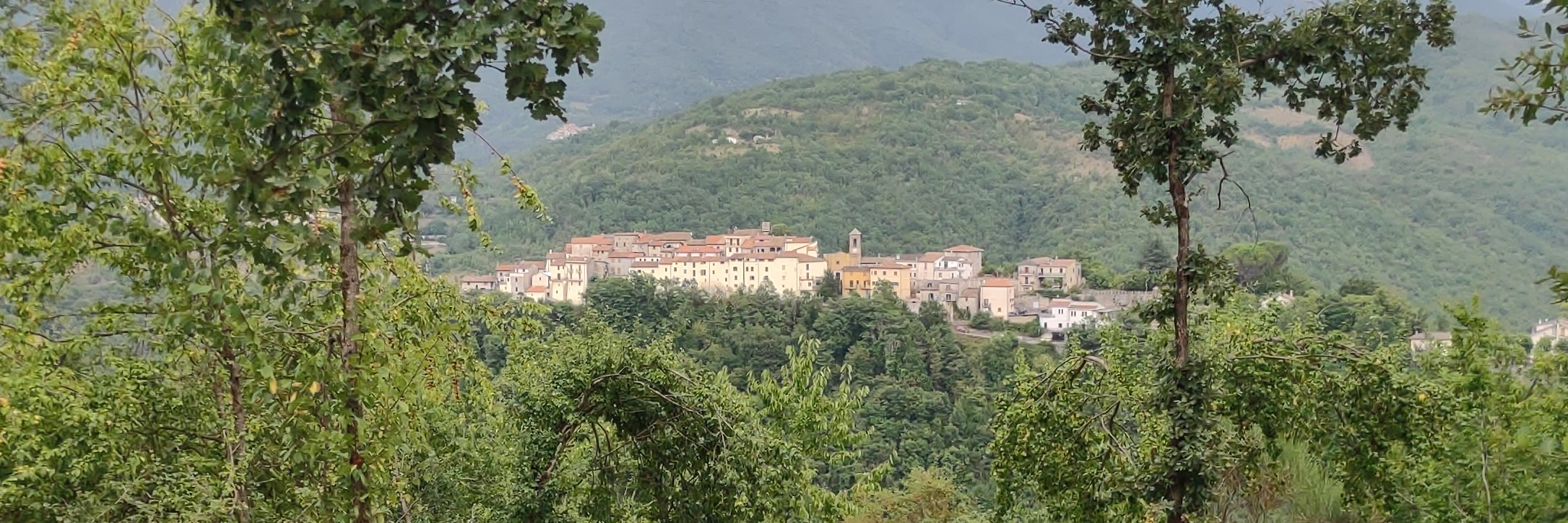
Panorama di Concerviano da Monte Piombarolo (agosto 2024)

Concerviano è un comune italiano di 276 abitantidella provincia di Rieti nel Lazio.
Un tempo soggetto all'importante abbazia imperiale benedettina di San Salvatore Maggiore per secoli ha fatto parte insieme ad altri castelli di quella che in seguito - con neologismo storico - è stata indicata come la Signoria di San Salvatore Maggiore.

## Territorio
Il paese di Concerviano è situato su un'altura a ridosso della valle del Salto, nel territorio tra il fiume Salto ed il fiume Turano - nella regione storica della Sabina. Il territorio del suo comune è caratterizzato da altipiani collinari con un'altitudine tra i 600 ed i 1000 m s.l.m. Al comune di Concerviano, oltre alle frazioni di Pratoianni e Vaccareccia, poste in un territorio contiguo a quello del capoluogo, appartiene anche l'exclave di Cenciara il cui territorio si trova compreso tra quello del comune di Longone Sabino - a sud - e quello del comune di Rieti - a nord.

## Clima
Classificazione climatica: zona E, 2241 GR/G.
È caratterizzato da inverni rigidi e climi estivi piacevoli.

## Storia
Il paese di Concerviano sorge su un colle originariamente denominato Collis Cerviani, toponimo probabilmente derivato dall'unione della parola latina collis, ad indicare il colle su cui l'abitato si trovava, e dal prediale Cervianus, quest’ultimo originatosi dal personale latino Cervius, con l’aggiunta del suffisso aggettivale -anus indicante il possesso fondiario. 
L'origine dell'abitato potrebbe risalire all’VIII secolo ed essere collegata alla presenza dell’abbazia di San Salvatore Maggiore, monastero benedettino fondato nel 735 - poco distante - alle pendici del monte Letenano da monaci provenienti dall’abbazia di Farfa. È possibile, come nel caso di altri abitati nella zona dell'interflumine tra Salto e Turano, che anche l'abitato di Concerviano sia andato incontro al fenomeno dell'incastellamento - durante il X secolo - all'epoca delle scorribande nell'area dei Saraceni oppure che l'incastellamemnto e quindi la fondazione del paese sia avvenuta precedentemente - già nel VI secolo - all'epoca della guerra gotica.
Come gli altri castelli parte della signoria abbaziale acquisì sotto l'abbazia di San Salvatore un notevole prestigio,  quando quest'ultima - titolare di vasti possedimenti feudali - si scontrò ripetutamente con la vicina Rieti per questioni di giurisdizione territoriale. 
È del XIII secolo la prima menzione documentale del nome "Concervianum": si tratta di un elenco - del 1252 - di chiese presenti nel paese: vengono ricordate quella di San Nicola, Sant’Egidio e Sant’Andrea.
Nel 1282 Concerviano, insieme agli altri castelli dipendenti dall'abbazia di S. Salvatore, passò sotto la giurisdizione del comune di Rieti che ampliò il proprio districtus in una tarda azione di conquista del contado. Buona parte del territorio sottratto dai reatini all'abbazia tornò sotto il controllo dell'abate di San Salvatore nel 1310.
Concerviano seguì nei secoli successivi, al pari degli altri castelli vicini, le sorti dell'abbazia di San Salvatore Maggiore che trasformata in commenda alla fine del XV secolo ed unita poco dopo alla commenda dell'abbazia di Farfa venne soppressa, come sede dei monaci benedetti, da Urbano VIII nel 1629. 
La commenda di San Salvatore Maggiore sopravvisse ai monaci e Concerviano figurava ancora nel XVII secolo tra i castelli dell'abbazia come Concervianum .
L'unità di governo dell'abbazia durò fino alle conquiste napoleoniche del 1809 e alla conseguente riforma amministrativa che frammentò i territori abbaziali.
Nel 1817, dopo la restaurazione e una successiva riforma amministrativa dello Stato Pontificio, Concerviano - con 236 abitanti - divenne appodiato di Rocca Sinibalda. 
Reso comune autonomo nel 1853, il paese contava all'epoca 261 abitanti per complessive 45 famiglie che occupavano 44 abitazioni.
Fino al 17 marzo 1861 il Fiume Salto, ha segnato una parte del confine tra lo Stato Pontificio e il Regno delle Due Sicilie, per questo il paese che si trova posizionato sopra questo fiume, ha una storia complessa di confinr tra i due Stati.

## Monumenti e luoghi d'interesse

### Architetture Civili

#### Il borgo medievale
Concerviano conserva ancora l’antico impianto urbanistico all’interno della rettangolare cinta muraria; le due torri in parte medievali: una a pianta quadrata - con merli guelfi, feritoie arciera/archibugiera e bertesca con caditoia -  l’altra a pianta semicircolare - recentemente ricostruita e con l’ingresso al paese che affaccia sulla piazza San Nicola e sull’omonima chiesa.

### Architetture Religiose

#### Chiesa di San Nicola da Bari
Appena fuori le mura fortificate, sulla piazza antistante la porta di ingresso dell’antica rocca, sorge la chiesa parrocchiale di San Nicola di Bari. Fu eretta nel XIII secolo e intitolata al patrono, scelto dalle famiglie nobili del luogo. Venne rimaneggiata nel 1600 e presenta al suo interno alcuni elementi di arte barocca, come le colonne degli altari laterali. Vi sono custoditi preziosi dipinti di Vincenzo Manenti e la venerata icona lignea della Madonna della Quercia, adornata da ex voto costituiti da pezzi di prestigiosa gioielleria.

#### Chiesa della Madonna della Quercia
Piccola chiesa risalente al XVI secolo, situata sulla strada per Pratoianni, in via della Madonna e di pertinenza dell’abbazia di San Salvatore Maggiore. u edificata inglobando un’antica edicola a poche miglia dall’abitato del castello di Concerviano. Ha assunto tale nome a seguito dell’apparizione della Beata Vergine su un albero di quercia. Originariamente usata dai viandanti - pastori e pellegrini - come luogo di sosta.

#### Cappella della Madonna del Carmelo
Nella località di Bivio Concerviano, sulla strada provinciale 67, è situata la cappella della Madonna del Carmelo, inserita in un'ampia struttura abitativa sita in via della Dogana, risalente al XVI - XVII secolo.

#### Abbazia di San Salvatore Maggiore
Sulla strada che conduce a Longone, nella territorio della frazione di Pratoianni, si trova l'importante abbazia benedettina di San Salvatore Maggiore, risalente all'anno 735.

## Infrastrutture e trasporti

### Strade
La maggiore arteria stradale a servizio del paese di Concerviano è la strada statale 578 Salto Cicolana, una strada a scorrimento veloce che transita a valle dell'abitato, collegandolo a Rieti, capoluogo di provincia - verso nord ovest -  e al casello delle autostrade A24 e A25 - verso sud-est.
A valle dell'abitato scorre anche la strada provinciale 67 - vecchio percorso della Salto Cicolana prima della costruzione della superstrada: dalla SP67 - in località "bivio Concerviano" - si distacca la strada provinciale 30B che percorre le pendici del colle su cui si trova Concerviano per raggiungere il capoluogo comunale e proseguire verso le frazioni di Pratoianni e Vaccareccia fino ad intersecarsi con la SP30A nel territorio limitrofo del comune di Longone Sabino.

## Amministrazione
Nel 1923 il comune di Concerviano passa dalla provincia di Perugia, in Umbria, alla provincia di Roma, nel Lazio. Nel 1927, a seguito del riordino delle circoscrizioni provinciali stabilito dal regio decreto n. 1 del 2 gennaio 1927, per volontà del governo fascista - quando venne istituita la provincia di Rieti - il comune di Concerviano passa alla provincia di Rieti.
| Periodo | Periodo   | Primo cittadino   | Partito      | Carica  | Note |
| ------- | --------- | ----------------- | ------------ | ------- | ---- |
| 2004    | 2009      | Pierluigi Buzzi   | lista civica | Sindaco |      |
| 2009    | 2014      | Anna Rita Fagiolo | lista civica | Sindaco |      |
| 2014    | 2019      | Pierluigi Buzzi   | lista civica | Sindaco |      |
| 2019    | 2024      | Pierluigi Buzzi   | lista civica | Sindaco |      |
| 2024    | in carica | Pierluigi Buzzi   | lista civica | Sindaco |      |

### Altre informazioni amministrative
- Il comune fa parte della Comunità montana Salto Cicolano.